# Beaucarnea guatemalensis
Beaucarnea guatemalensis ist eine Pflanzenart der Gattung Beaucarnea in der Familie der Spargelgewächse (Asparagaceae). Ein englischer Trivialname ist „Izote, Izote macho, Izote real, Red Ponytail Palm“.

## Beschreibung
Beaucarnea guatemalensis wächst baumförmig von 6 bis 12 m. Sie bildet einen verdickten Caudex, welcher in einen schlanken Stamm übergeht. Die unregelmäßig angeordneten Verzweigungen mit den variablen herabfallenden linealischen, bläulichen bis grünen Blätter sind 50 bis 100 cm lang und bis 25 mm breit.
Der eiförmige, rispige Blütenstand wird 30 bis 60 cm hoch mit 20 bis 30 cm breiten, unregelmäßig angeordneten Verzweigungen. Die Blüten sind cremefarben.
Die elliptischen bis eiförmigen Kapselfrüchte enthalten einen Samen und sind bis 15 mm lang und 13 bis 15 mm breit. Die unregelmäßig dreikantigen, glatten Samen messen bis 5 mm im Durchmesser.

## Systematik und Verbreitung
Beaucarnea guatemalensis ist in Guatemala in Xerophyten-Regionen in Laubwäldern verbreitet.
Die Erstbeschreibung erfolgte 1906 durch Joseph Nelson Rose. Ein Synonym ist Nolina guatemalensis (Rose) Ciferri & Chiacomini (1950).
Beaucarnea guatemalensis ist ein Mitglied der Sektion Beaucarnea. Sie wächst in trockenen, tropischen Wäldern. Charakteristisch sind die unregelmäßig verzweigten, schlanken Bäume mit dem basal verdickten Caudex. Typisch sind die variablen, bläulichen bis grünen herabfallenden Blätter mit den fein aufgerauten Blattflächen. Sie ist nahe verwandt mit Beaucarnea pliabilis, die jedoch gezahnte Blattränder besitzt.
Beaucarnea guatemalensis ist kaum bekannt.

## Nachweise